# 北海道大学大学院教育学研究院・大学院教育学院・教育学部

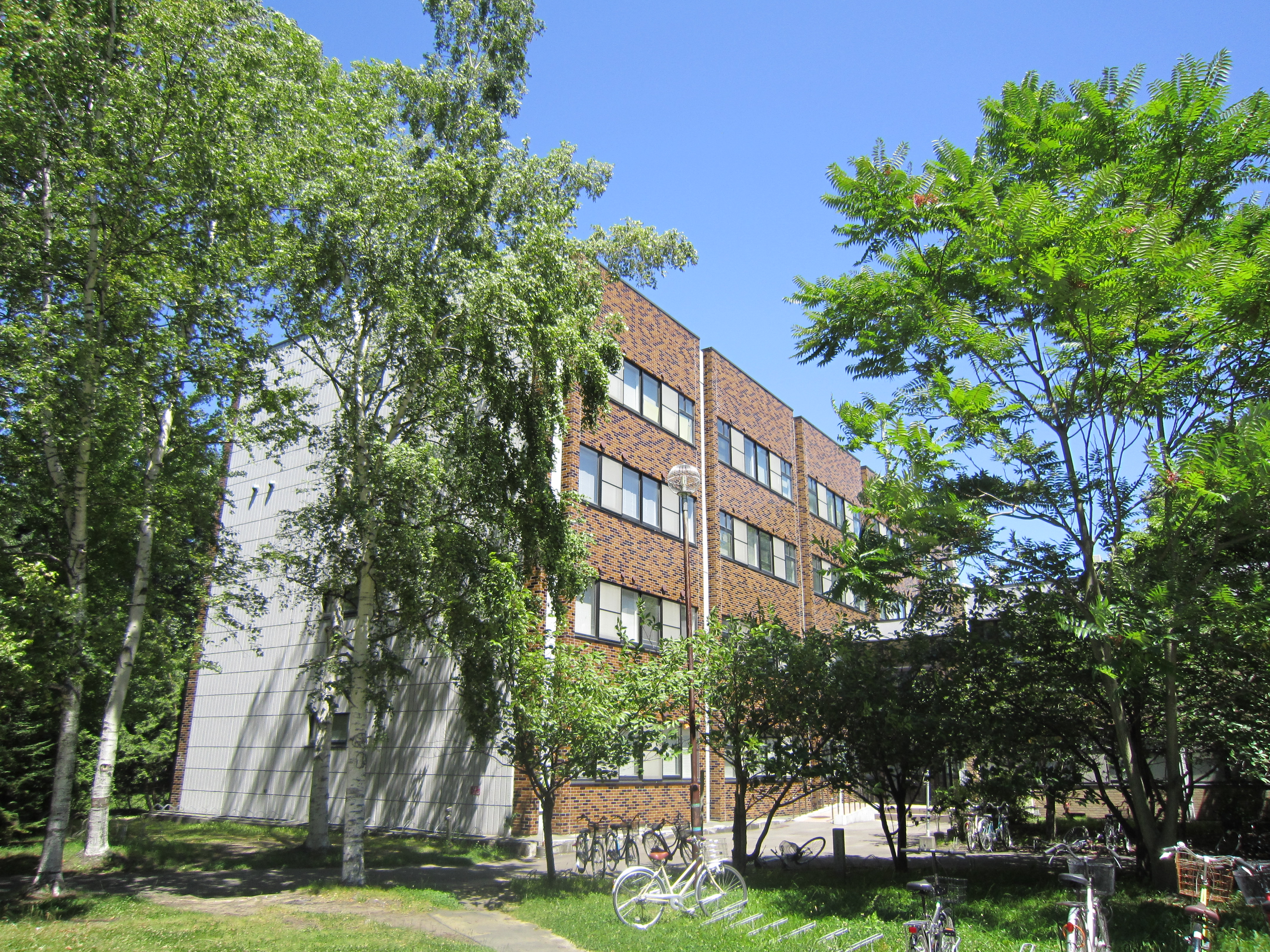
北海道大学 教育学部

北海道大学大学院教育学研究院（ほっかいどうだいがくだいがくいんきょういくがくけんきゅういん、英称:School of Education）及び北海道大学大学院教育学院（ほっかいどうだいがくだいがくいんきょういくがくいん、英称:Graduate School of Education）は、北海道大学大学院に設置される研究科以外の組織の一つである。また、北海道大学教育学部（ほっかいどうだいがくきょういくがくぶ、英称:School of Education）は、北海道大学に設置される学部の一つである。

## 概要
北海道大学教育学部は、1953年に設立された学部である。1953年に大学院教育学研究科を設置し、2007年には大学院教育学研究院及び大学院教育学院に改組された。教員養成ではなく、教育問題の研究、解決を行う能力の育成に重点を置いて運営されている。

## 沿革
- 1949年 - 北海道大学に教育学部教育学科を設置[1]。
- 1953年 - 大学院教育学研究科を設置[1]。
- 2007年 - 大学院教育学研究科を廃止し、大学院教育学研究院及び大学院教育学院を設置[1]。

## 学科
- 教育学科[3]
  - 入学・編入学定員60人[3]

## 著名な出身者

### 政治、経済
- 石井郁子 - 元衆議院議員、元大阪教育大学助教授
- 石丸昌宏 - 京阪ホールディングス社長
- 大見英明 - 生活協同組合コープさっぽろ理事長
- 笹原晶博 - 北海道銀行頭取、ほくほくフィナンシャルグループ副社長、北海道経済連合会副会長
- 佐藤博文 - 弁護士、元札幌弁護士会副会長、北海道弁護士会連合会憲法委員会事務局長
- 立川直臣 - 元東京特殊電線社長、元古河電気工業取締役CSO、富士電機取締役
- 辻英之 - 衆議院議員、元青森大学教授

### 研究
- 浅野慎一 - 社会学、神戸大学教授、地域社会学会賞
- 稲葉佳江 - 看護学、札幌医科大学名誉教授、元札幌保健医療大学学長
- 氏家達夫 - 教育心理学、名古屋大学名誉教授
- 小内透 - 教育社会学、北海道大学名誉教授
- 鎌田とし子 - 社会学、東京女子大学名誉教授
- 木本喜美子 - 社会学、一橋大学名誉教授、社会政策学会奨励賞
- 小林文男 - 中国研究、広島大学名誉教授
- 田崎悦子 - 教育社会学、元苫小牧駒澤大学学長
- 谷本一之 - 音楽史、元北海道教育大学学長
- 長浜功 - 日本文化研究、元東京学芸大学教授
- 藤岡信勝 - 社会科教育学、元東京大学教授、元新しい歴史教科書をつくる会会長
- 室橋春光 - 教育心理学者、北海道大学名誉教授、札幌学院大学教授

### 文化、芸能
- 加藤多一 - 児童文学作家、元稚内北星学園短期大学教授、日本児童文学者協会賞、赤い鳥文学賞
- 川越守 - 作曲家、北海道文化奨励賞
- 四宮康雅 - 北海道テレビ放送プロデューサー、日本民間放送連盟賞
- 竹谷英子 - アナウンサー、司会者、DJ、悪役商会社長
- 廣瀬量平 - 作曲家、京都市立芸術大学名誉教授
- 矢部順子 - 元テレビ北海道アナウンサー、ハッピーアロー代表取締役
- 山本むつみ - 脚本家、NHK創作ラジオドラマ脚本懸賞最優秀賞